# Holmesina
Holmesina war eine Gattung der Pampatherien innerhalb der Gepanzerten Nebengelenktiere (Cingulata). Die Tiere kamen bis zum Ende des Pleistozäns in Nord- und Südamerika vor.

## Aussehen
Holmesina gehörte wie die ähnliche Gattung Pampatherium zur Familie der Pampatheriidae. Die Tiere ähnelten heutigen Gürteltieren, mit denen sie auch relativ nah verwandt waren. Allerdings waren sie deutlich größer. Die nordamerikanische Art Holmesina sepentrionalis erreichte beispielsweise ein Gewicht von etwa 180 kg. Holmesina ernährte sich vermutlich von Pflanzenkost, wobei die Tiere offenbar weniger gut an sehr raufaserige Nahrung angepasst waren als die zeitgleich existierende Gattung Pampatherium. Holmesina bewohnte auch weniger trockene Lebensräume.

## Arten und Verbreitung

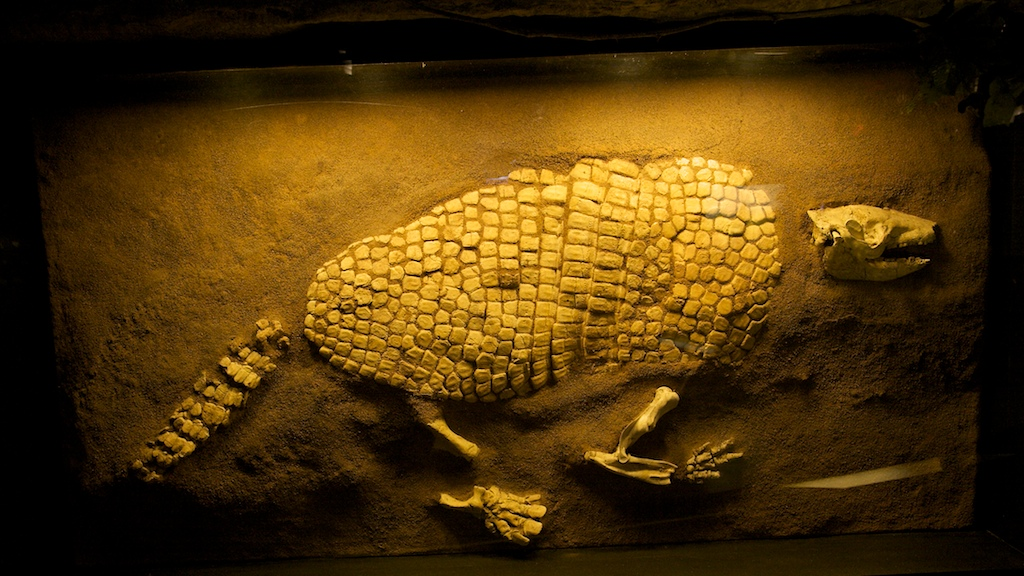
Holmesina sepentrionalis

Holmesina kam bis ins späte Pleistozän in Nord- und Südamerika vor. Die verschiedenen Arten der Gattung vertraten sich geographisch. Die bekannteste Art der Gattung war Holmesina sepentrionalis, die im Spätpleistozän von Mexiko, Florida und Texas bis nach Kansas im Norden verbreitet war. Holmesina paulacoutoi kam im Späten Pleistozän in Brasilien vor. Diese Art ist teilweise auch an denselben Fundstellen wie Pampatherium gefunden worden. Ob beide zusammen vorkamen oder sich zeitlich vertraten, ist nicht klar. Aus dem Grenzgebiet zwischen dem heutigen Peru und Ecuador stammt eine weitere spätpleistozäne Art Holmesina occidentalis. Mehrere Individuen aus der Gruta da Lapinha im östlichen Brasilien werden Holmesina cryptae zugewiesen.